# 藍帽子 (妖精)
藍帽子（英語：Bluecap）是一種英國民間傳說中虛構的小仙子或幽靈。他們居住在礦山內，並以微小的藍色火焰形象出現。如果礦工尊重地對待他們，藍帽子會引導礦工到沈積著豐富礦物的地方。就像諾卡 (妖精)或可伯特，藍帽子也能在礦山坍塌前，事先警告礦工。他們大部分與盎格魯蘇格蘭邊界有關連。他們是努力工作的工人，並期望能獲得勞工的報酬。能勝任一般的推動者（一種負責推動四輪運貨馬車的勞工）。藍帽子的酬勞被人放在礦山中的偏僻角落，他們不能接受任何超過或不及自己應得的報酬。礦工有時會看見閃爍的藍帽子選擇一個奘滿煤炭的礦車，以最健壯的精力去推動礦車。另一個相同種類的生物（雖然本質上較少幫助）被稱為Cutty Soames或Old Cutty Soames，因為會切斷用來連接礦車的長繩或鏈條而聞名。